# Meerrettichbaum

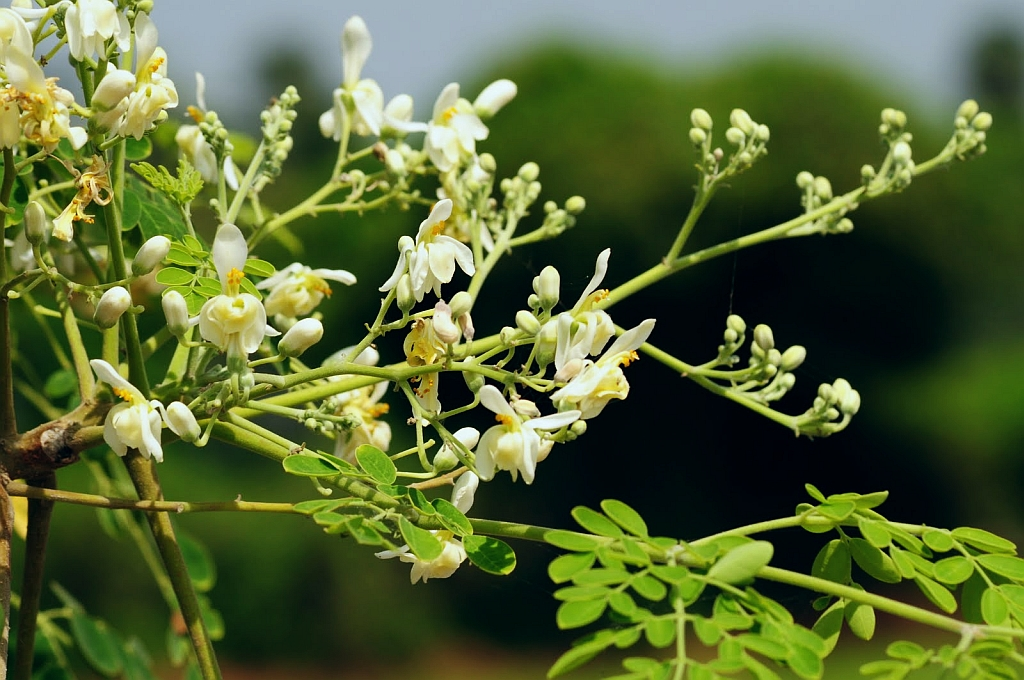
Blütenstand

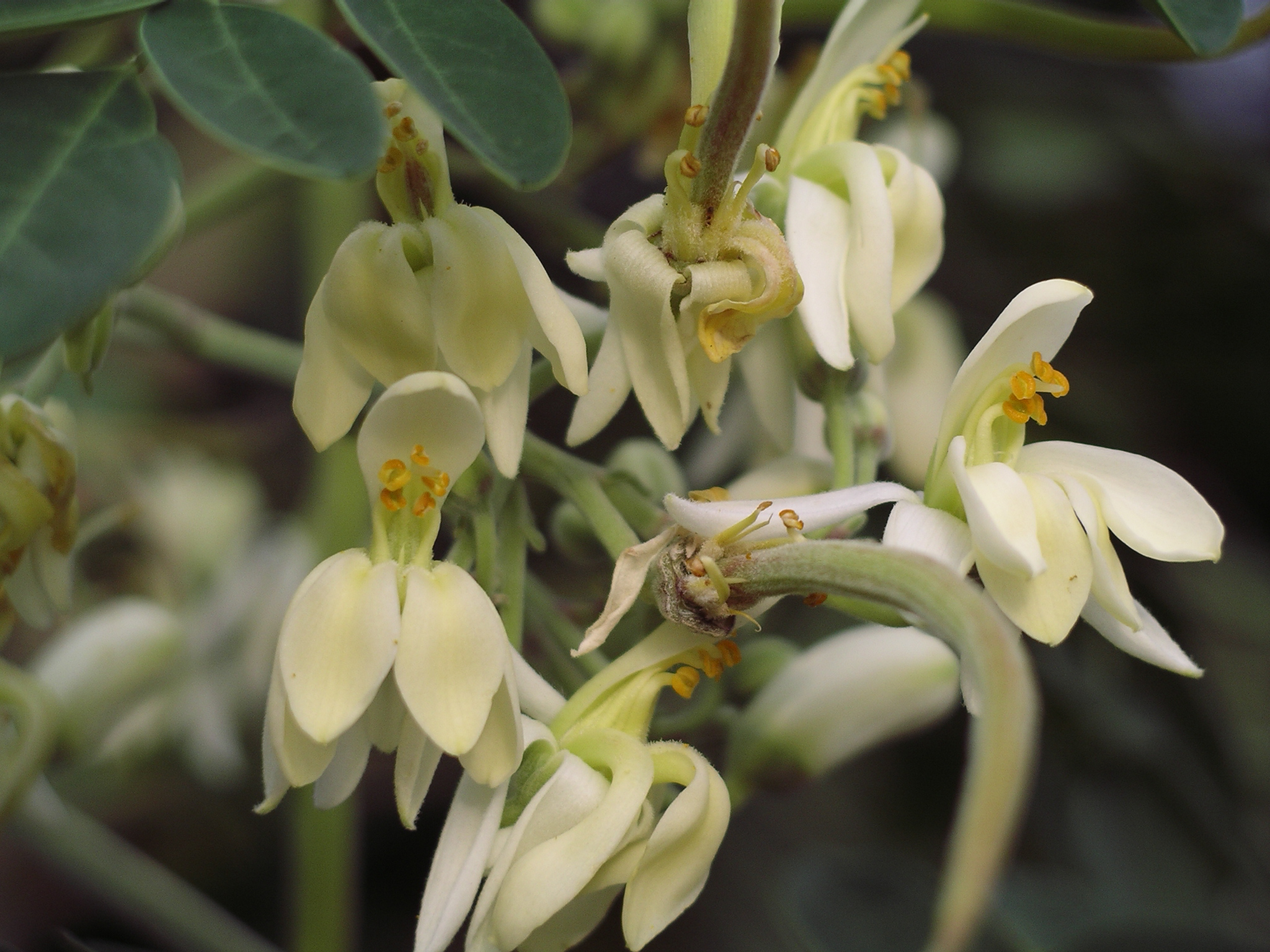
Blüten

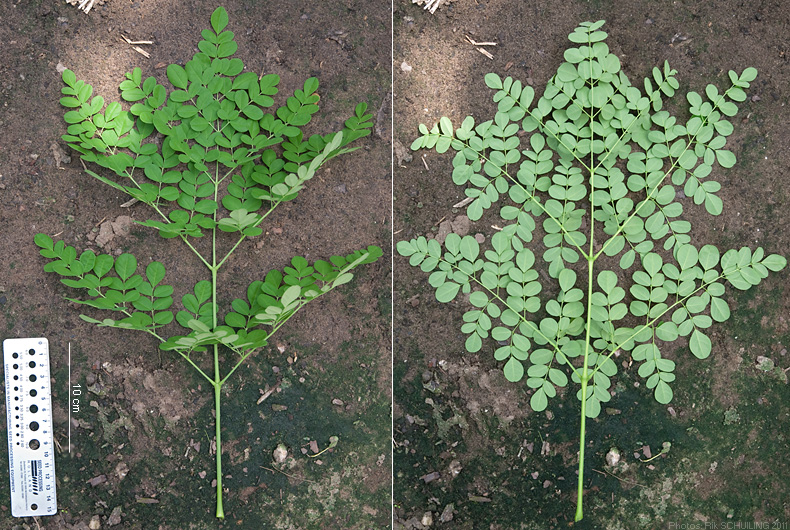
Detailaufnahme der Blätter

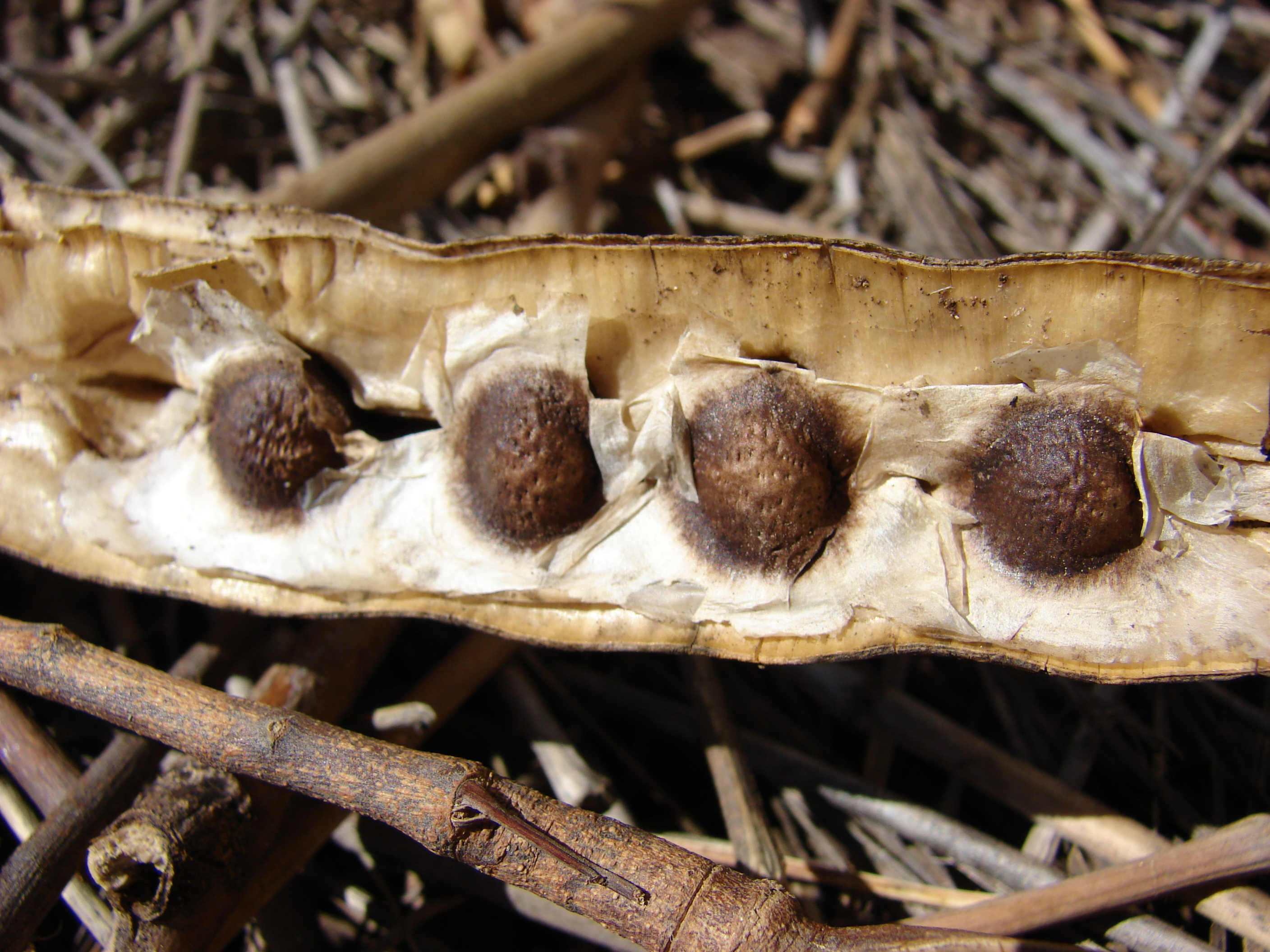
Offene Frucht und Samen

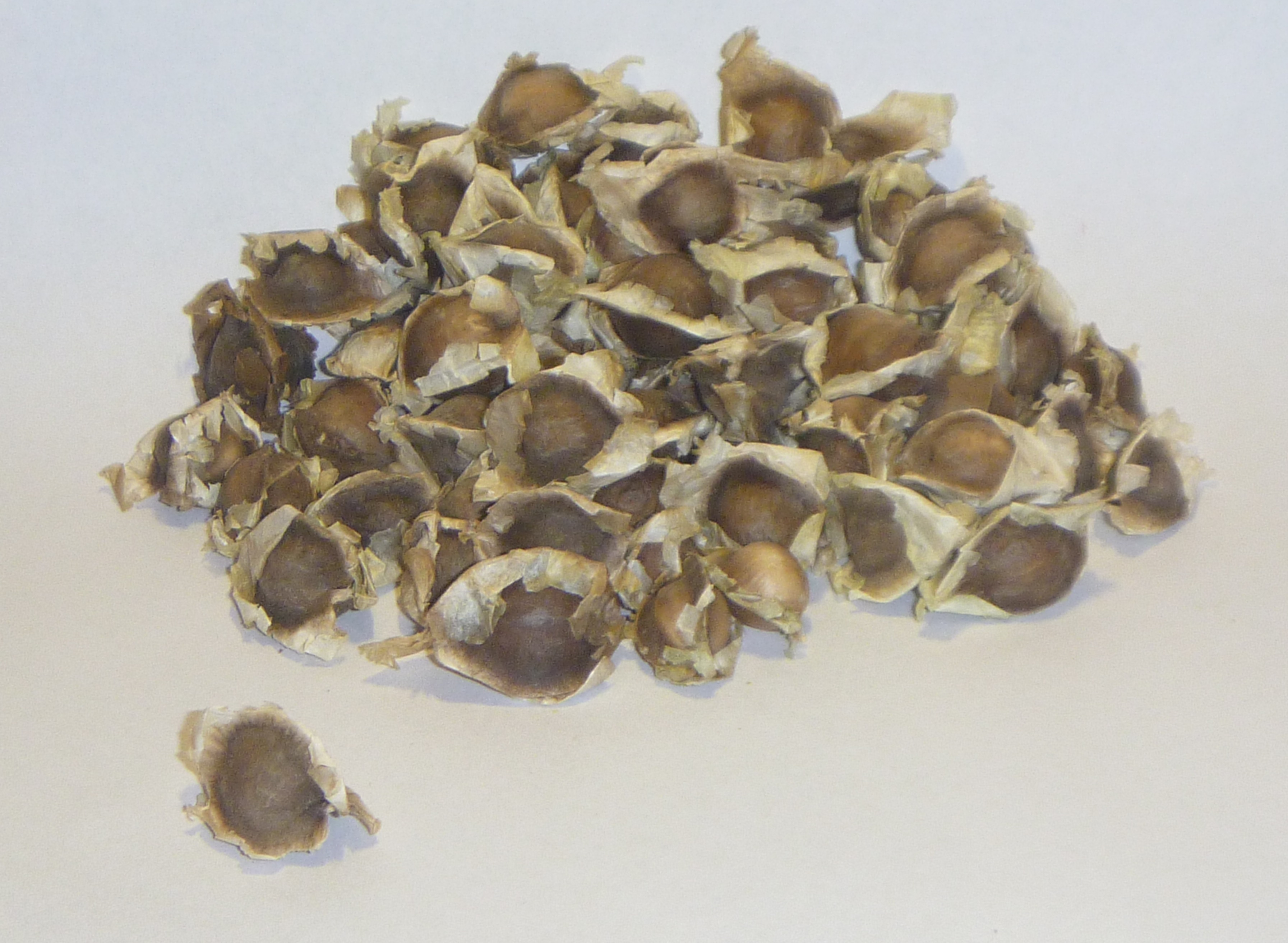
Geflügelte Samen

Der Meerrettichbaum (Moringa oleifera, Synonym: Guilandina moringa) oder auch Behenbaum, Behennussbaum, Klärmittelbaum, Trommelstockbaum, Pferderettichbaum und wie manche andere Pflanzenarten auch Wunderbaum, gehört zur Familie der Bennussgewächse (Moringaceae).

## Name
Der deutsche Name Meerrettichbaum leitet sich ebenso wie der englische Horseradish Tree vom Gehalt an Senfölglykosiden ab, die dazu führen, dass die Wurzeln stechend brennend wie Meerrettich riechen. Von Engländern wurden diese während der Kolonialzeit in Indien auch als Meerrettichersatz „entdeckt“.
Der Begriff Behennuss leitet sich davon ab, dass aus den Samen das Behenöl, ein hochstabiles Schmieröl, gewonnen wurde, das vor allem in der Uhrenindustrie begehrt war, ehe es durch das billigere Oliven- und Palmöl vom europäischen Markt verdrängt wurde.

## Beschreibung
Der schnellwüchsige, laubabwerfende bis halbimmergrüner Baum erreicht bis über 8–10 m Höhe. Die Wurzel ist rübenartig verdickt, der Stamm ist relativ kurz mit einem Durchmesser von bis zu 25–45 cm. Er kann sich unter bestimmten Kulturbedingungen flaschenartig verdicken. Er verzweigt sich in viele weit herausragende dünnere, etwas hängende Äste. Der Stamm liefert ein traganthähnliches Gummi.
Die wechselständigen und gestielten Laubblätter sind an den Spitzen der Zweige gehäuft. Sie sind spiralig angeordnet, haben eine Länge von 20 bis 60 cm und sind zwei- bis dreifach gefiedert. Die kurz gestielten, elliptischen oder eiförmigen bis verkehrt-eiförmigen, ganzrandigen und abgerundeten bis eingebuchteten Blättchen sind etwa 1 bis 2,5 cm lang und unterseits heller.
Die Blütenstände sind als vielblütige Rispen ausgebildet, die eine Länge von 10 bis 25 cm haben und aus den Blattachseln entspringen. Die Pflanze bildet 2 bis 3 cm große, zwittrige, fünfzählige und gestielte Blüten mit doppelter Blütenhülle und 5 fertilen Staubblättern mit nur einer Theke und im unteren Teil behaarten, an der Basis verdickten Staubfäden und bis zu 5 behaarte Staminodien. Die feinhaarigen, petaloiden Kelch- und die etwas längeren Kronblätter sind jeweils ungleich und zurückgelegt, nur das größte Kronblatt ist aufrecht. Die Blüten sind wohlriechend (ähnlich wie Veilchen) und von cremeweißer bis gelblicher Farbe. Der behaarte, einkammerige und gestielte Fruchtknoten mit schlankem Griffel ist mittelständig in einem kleinen Blütenbecher, die kopfige Narbe ist becherförmig, hohl. Es ist ein Diskus vorhanden.
Die reifen Früchte sind etwa 2 cm breite bzw. schmale, gerippte, ledrige und braune, längliche, vielsamige, spitze, geschnäbelte Kapseln mit einer Länge von 25 bis 45 (bis über 90) cm Länge, weshalb die Pflanze auch den englischen Namen Drumstick tree trägt. Sie bleiben lange am Baum hängen und springen schließlich mit drei Klappen auf.
Die dunkelbraunen, bis 1–1,5 cm großen Samen sind rundlich bis dreikantig und jeweils mit drei papierartigen, bis etwa 1–2 Zentimeter langen Flügeln besetzt. Sie sind in der Frucht in einer Reihe angeordnet und in einem weißlichen, trockenen Mark eingebettet. Traditionell werden Früchte und Samen auch heute noch bei den Einwohnern indischer Abstammung in Tansania (vorzugsweise Shija und Bohora-Sekten) als Singhu bezeichnet.
Die Chromosomenzahl beträgt 2n = 22.

## Vorkommen und Standort
Ursprünglich stammt der Baum aus der Himalaya-Region in Nordwestindien, wächst allerdings inzwischen weltweit in den Tropen und Subtropen – vor allem in Ländern Afrikas, Arabiens, Südostasiens und den karibischen Inseln – und wird seit Jahrzehnten in Südindien intensiv kultiviert, was sich – wenn auch nur sehr langsam – ebenfalls in Ostafrika beobachten lässt. Allerdings wird dort der Baum vorzugsweise als natürliches Heilmittel in den verschiedensten Anwendungsbereichen benutzt.
Die Kultivierung von Moringa oleifera wird zunehmend in Honduras und Südamerika praktiziert. Seit 2012 werden Moringafarmer in Honduras durch die Regierung und private Investoren gefördert. Dabei soll der Anbau von Moringa nicht nur als Lebens- und Futtermittel profitable Einkünfte liefern, sondern auch der Entwaldung entgegenwirken. In armen Regionen (z. B. Niger) wird Moringa als primäre Lebensmittelquelle angebaut, da die Pflanze sich zur Bekämpfung der Mangelernährung dieser Regionen eignet.
In alter ostafrikanisch-englischer Tradition wird der Baum auch heute noch vielfach als „Newer deat“ bezeichnet, was vor allem auf seine beinahe unverwüstliche Ausdauer in sehr heißen und trockenen Gebieten hinweist.
Der Meerrettichbaum gedeiht in heißen, semiariden Klimaten mit mittleren Niederschlagssummen zwischen 250 und 1500 mm/Jahr, wächst aber auch in Gegenden (bis 1500 Metern über dem Meeresspiegel) mit höherer Luftfeuchtigkeit bei jährlichen Regenmengen bis zu 3000 mm – dort allerdings langsamer. Obwohl die Art durchlässige, leicht lehmige Sandböden bevorzugt, wächst er auch auf schweren Lehmböden recht ausdauernd. Er erträgt sogar kurzzeitig leichte Fröste, die allerdings, wenn sie länger anhalten, die knollenartigen Wurzeln schädigen. Wegen seiner durch die feingliedrigen Blättern mit ihrem hohen Natriumgehalt hervorgerufenen hygroskopischen Eigenschaften ist der Baum vorzüglich für heiße Trockengebiete und vollsonnige Standorte geeignet.
Von Wichtigkeit ist vor allem der Hinweis, dass der Meerrettichbaum keine stauende Nässe (auch nicht kurzzeitig) verträgt, weil dadurch Wurzelschäden verursacht werden und infolgedessen das Wachstum verlangsamt wird, was unter dem Gesichtspunkt einer kommerziellen Nutzung des Baumes von Nachteil ist.

## Verwendung

### Früchte

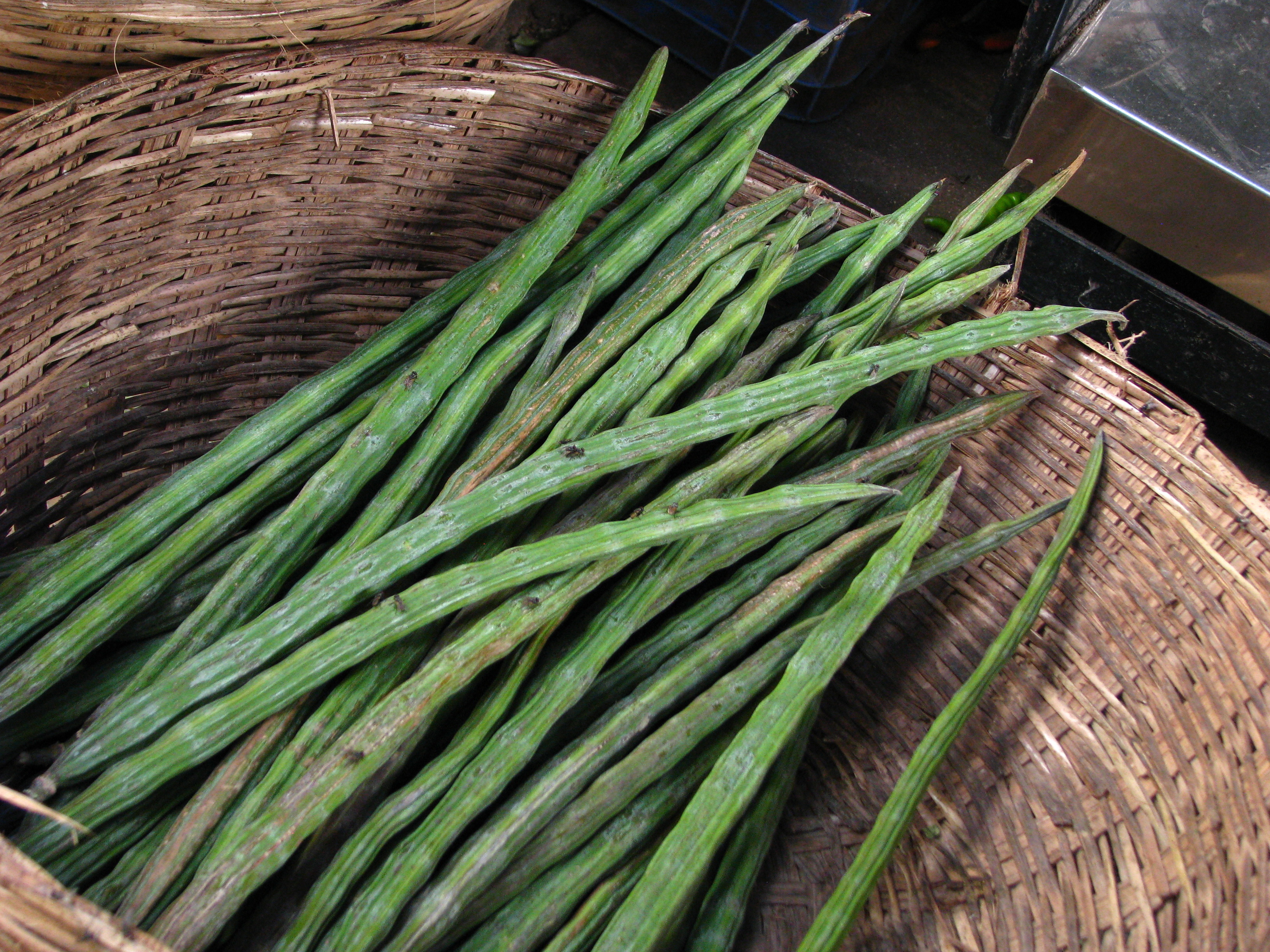
Früchte des Meerrettichbaums auf einem Markt in Indien

Sehr junge, unreife dunkelgrüne Früchte werden wie Grüne Bohnen verwendet und als Gemüse verzehrt. Sie sind in Süd- und Südostasien weit verbreitet. In Südindien beispielsweise sind die Früchte vom Drumstick Tree unter dem englischen Namen Drumsticks in einer Suppe namens Sambar beliebt. Diese Früchte werden häufig bereits etwa 40 Tage nach der Blüte geerntet, da sie während des Reifungsprozesses eine holzige Schale bilden.

### Blätter

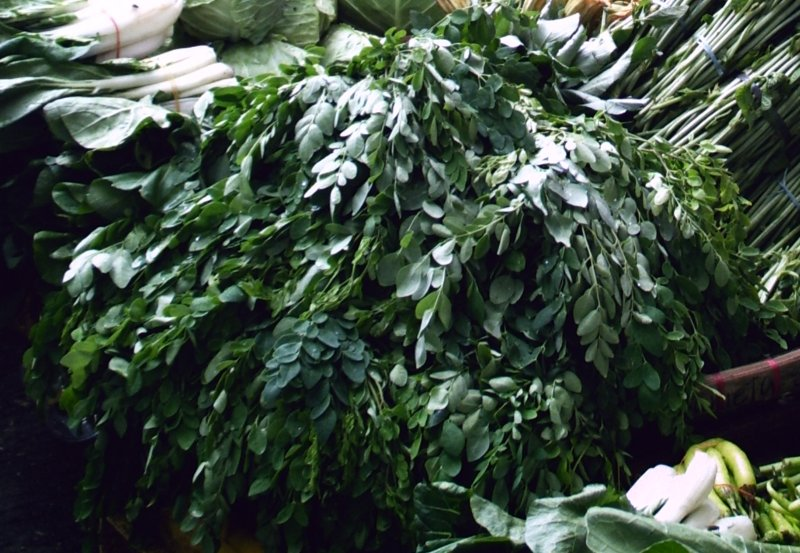
Meerrettichbaumblätter auf einem Markt auf den Philippinen

Die jungen Blätter werden wesentlich seltener als Gemüse gegessen, weil der Aufwand bei der Ernte recht hoch ist. Allerdings wird der Saft der Blätter in ganz Indien weitverbreitet und regelmäßig als Zusatzgetränk oder in der in ganz Asien verbreiteten Saft-Diätetik zur Vorsorge und Bekämpfung von Mangelernährung und deren Folgen eingesetzt. Dies betrifft in Asien und Afrika vor allem die ernährungsbedingte Anämie oder den Diabetes (Typ 2). Saft-Diäten werden vor allem bei Kindern und älteren Personen angewendet, deren Körper rein chemische Substanzbehandlungen nur schlecht oder auch gar nicht vertragen.
Auch als Tierfutter kommen die Blätter der Pflanze zum Einsatz. Bei der Verwendung als Futter für Rinder hat sich gezeigt, dass unter bestimmten Umständen die Gewichtszunahme um 32 % und die Milchproduktion um 43 bis 65 % gesteigert werden kann.

### Wurzeln
Die rübenartigen Wurzeln junger Pflanzen mit einer Höhe von etwa 60 cm werden ausgegraben oder aus dem Boden gezogen und müssen anschließend gut von ihrer leicht giftigen Rinde (Alkaloide) befreit werden. Die Wurzeln enthalten unter anderem Benzylsenföl, das für den Meerrettich-artigen Geschmack verantwortlich ist.

### Samen
Aus den Samen wird eines der stabilsten Pflanzenöle gepresst, das sehr lange haltbar ist und nicht ranzig wird. Die Samen enthalten etwa 40 % ihres Gewichts als Öl.
Forschungen haben gezeigt, dass die Samen zur Aufbereitung von Trinkwasser verwendet werden können. Dabei werden die Samen von den Flügeln befreit, geschält und getrocknet und dann zu Pulver verrieben. Dieses wird dann in Wasser gegeben, das etwa aus Flüssen entnommen wurde und deshalb noch einen hohen Anteil an Schwebstoffen und Bakterien hat. Ein Fass voll mit diesem trüben Wasser kann mit 200 bis 300 mg des Pulvers völlig geklärt werden, wenn dieses 15–20 Minuten langsam und gleichmäßig gerührt wird. Dabei werden die Schwebstoffe und Bakterien durch das Samenpulver ausgeflockt und sinken so zu Boden. Nach eingehenden Untersuchungen kann eine Schadwirkung durch das Pulver auf den Menschen oder auf Fluss- und Zuchtfische ausgeschlossen werden. Eine entsprechende Klärwirkung wurde auch bei Moringa stenopetala (Baker f.) Cufod. aus Kenia und Äthiopien untersucht, wobei sich gezeigt hatte, dass dessen Samenpulver wirksamer ist als das von Moringa oleifera Lam. in Tansania war, was offenbar von den unterschiedlichen Bodenverhältnissen herrührte.
Der wasserlösliche Rindengummi des Meerrettichbaums wird in Indien auch als desinfizierende Appretur verwendet.

## Inhaltsstoffe
| Inhaltsstoffe bezogen auf 100 g essbarem Anteil | Moringa |
| Provitamin A/Carotine                           | 6,8 mg  |
| Vitamin C                                       | 220 mg  |
| Kalzium                                         | 440 mg  |
| Kalium                                          | 259 mg  |
| Protein                                         | 6,7 g   |

Das in Asien und Afrika beliebte Gemüse ist von hohem Nährwert. Alle Pflanzenteile, vor allem die rübigen Wurzeln, enthalten Senfölglycoside, aus denen sich bei Bearbeitung stechend scharfes Benzylsenföl entwickelt. In der Rinde der Wurzeln sind toxische Alkaloide, „Spirochine“ und „Moringinine“ enthalten, weshalb diese vor dem Verzehr entfernt werden muss.
Die essbaren Pflanzenteile, vor allem die Blätter, haben einen hohen Gehalt an Proteinen, sind vitamin- (vor allem Vitamine A und C) und mineralstoffreich (Kalzium, Magnesium, Kalium, Eisen und Natrium).
Aufgrund des schnellen Wachstums, der einfachen Kultivierungsmöglichkeiten (die Pflanze lässt sich leicht vegetativ durch Steckholz vermehren) sowie der vielfältigen Verwendbarkeit des Meerrettichbaums und anderer Moringa-Arten wurden in Entwicklungsländern der Tropen und Subtropen zahlreiche Projekte gestartet, bei denen Gemüse, Samenpulver oder andere Produkte erzeugt und vermarktet werden sollen.
Im September 2014 hat die Ernährungs- und Landwirtschaftsorganisation der Vereinten Nationen (FAO) Moringa oleifera zur traditionellen Feldfrucht des Monats ausgewählt. Die FAO will damit auf Moringa als eine einfach anzubauende, nährstoffreiche Pflanze hinweisen, die lokal, regional und international zum Einkommen in der Landwirtschaft beitragen kann.

## Medizinische Bedeutung
Die Behennüsse genannten Samen wurden bereits in der Antike als Arzneidroge verwendet und als solche im Mittelalter auch als Behem bezeichnet. Alle Pflanzenteile des Meerrettichbaums werden auch in der lokalen traditionellen Medizin Indiens, Sri Lankas, Javas und Afrikas eingesetzt. Der Saft wird verwendet, um den Blutdruck zu stabilisieren, die Blätter wirken entzündungshemmend. Mit den Wurzeln werden rheumatische Beschwerden behandelt. Jedoch sind die gesundheitsfördernden Wirkungen nicht belegt. Studien über Moringa zur Senkung des Blutzuckerspiegels zeigen dessen Wirkungslosigkeit. Über die anderen behaupteten Wirkungen liegen gar keine Studien vor.
Extrakte aus Samen und Blättern wirken in-vitro sehr schwach antibiotisch gegen Gram-negative Bakterien. Gegen Staphylococcus aureus wurde kein Effekt gemessen.

## Von Fidel Castro propagierter Anbau auf Kuba
Im Juni 2012 machte der kubanische Revolutionsführer und ehemalige Präsident Fidel Castro den Meerrettichbaum sowie den Maulbeerbaum zum Thema einer seit seinem Rückzug aus der aktiven Politik in allen kubanischen Medien veröffentlichten „Überlegungen“. In seinem wenige Zeilen umfassenden Text propagierte er die Kultivierung der beiden Baumarten „in großem Maßstab“ und bezeichnete die Moringa oleifera als „unerschöpfliche Quelle für Fleisch, Eier und Milch“. Einerseits löste die ungewöhnliche Art und Form dieser und anderer Kommentare der jüngeren Zeit des ehemaligen Staatsmannes Spekulationen um seinen Geisteszustand aus. Andererseits wurde der Meerrettichbaum in Kuba mit staatlicher Förderung bereits seit ein bis zwei Jahren vor Castros Äußerung zunehmend als günstige Rohstoffquelle für die Pflanzenmedizin sowie zur Nahrungsergänzung verbreitet und gilt dort seit der Empfehlung von höchster Autorität nun umso mehr als landwirtschaftlicher Hoffnungsträger. Im Oktober meldete sich Fidel Castro mit detaillierteren Angaben zum Meerrettichbaum erneut zu Wort. Im Vorfeld der im halbjährlichen Turnus stattfindenden Sitzung des kubanischen Parlaments beschäftigten sich die Mitglieder des Ausschusses für Landwirtschaft und Ernährung im Dezember 2012 ausführlich mit den bisherigen Resultaten des von Castro geforderten massenhaften Anbaus des Meerrettichbaums.